# Джефф Денем
Джеффрі Джон "Джефф" Денем (англ. Jeffrey John "Jeff" Denham; нар. 29 липня 1967, Готорн, Каліфорнія) — американський політик-республіканець. З 2011 р. він представляє штат Каліфорнія у Палаті представників США.
У 1989 р. закінчив Victor Valley Junior College у Вікторвіллі, а у 1992 р. — Політехнічний університет штату Каліфорнія в Сан-Луїс-Обіспо. З 1984 по 1988 рр. служив у ВПС США, входив до резерву до 2000 р. Денем отримав «Медаль за похвальну службу» за службу під час операції «Буря в пустелі» (Ірак) і операції «Відродження надії» (Сомалі). У 2006 р. він був удостоєний Національною гвардією Каліфорнії найвищою військовою нагородою, «Орден Каліфорнії», за видатні заслуги. Після закінчення Політехнічного університету штату Каліфорнія в Сан-Луїс-Обіспо, Денем працював у галузі сільського господарства.
З 2002 по 2010 рр. був членом Сенату штату Каліфорнія.
Одружений, має двох дітей.